# Olivellinae
Olivellinae zijn een onderfamilie van weekdieren uit de klasse van de Gastropoda (slakken).

## Taxonomie
De volgende geslachten zijn bij de familie ingedeeld:
- Geslacht Cupidoliva Iredale, 1924
- Geslacht Olivella Swainson, 1831